# Stevenshofjespolder
De Stevenshofjespolder is een polder en voormalig waterschap in de Nederlandse gemeente Leiden. Op de voormalige poldergrond is nu de woonwijk de Stevenshof gelegen.
De polder was ooit eigendom van Aernt van Tetrode en later van zijn zoon, de rijke brouwer Willem van Tetrode. De laatste schonk het land aan het door hem zelf gestichte Sint Stevenshofje aan de Leidse Haarlemmerstraat. Het verklaart de naam: de polder van het Stevenshofje. Met de opbrengst van het land konden de onkosten van het hofje worden gedekt.
Tot juli 1966 lag de polder in de gemeenten Voorschoten en Wassenaar. Na de annexatie van 1966 werd de polder Leids grondgebied, ten behoeve van de stadsuitbreiding. In 1982 werd begonnen met de aanleg van de Stevenshof.
Het waterschap De Stevenshofjespolder was verantwoordelijk voor de vervening, drooglegging en de waterhuishouding in de gelijknamige polder. De Stevenshofjesmolen zorgde voor de afvoer van het overtollige water. Na de voltooiing van de woonwijk ligt deze molen nu aan de rand van de stad.

## Geologische historie
Voorafgaand aan de aanleg van de stadsuitbreiding werd archeologisch en geologisch onderzoek verricht. In de verschillende ontsluitingen werden profielen onderzocht op de aanwezigheid van fossiele mollusken. Hieruit bleek dat tijdens het Subboreaal hier een zoetwatergetijdengebied aanwezig was. De aangetroffen fauna bestond vooral uit land- en zoetwatersoorten. Vooral de landslak Pseudotrichia rubiginosa en de zoetwaterslak Mercuria anatina zijn heel kenmerkend voor het zoetwatergetijdengebied. Daarnaast waren larvale stadia van mariene schelpsoorten aanwezig die op een open verbinding met de zee wijzen.